# Nenad Kralj
Nenad Kralj (* 1957 in Sisak) ist ein deutscher Facharzt für Arbeitsmedizin und Hochschullehrer an der Bergischen Universität Wuppertal. Seit 2010 leitet er das Kompetenzzentrum Reisemedizin Bergisches Land.

## Leben
Nenad Kralj studierte von 1975 bis 1980 an der Universität Zagreb. Danach absolvierte er bis 1981 ein Praktikum im Medizinischen Zentrum Petrinjas und war bis 1982 Truppenarzt der Garnisonambulanz Bjelovar. Anschließend war er für ein Jahr Assistenzarzt in der pulmonologischen Abteilung des Stadtkrankenhauses Petrinja. 1985 bis 1988 absolvierte Kralj eine Ausbildung zum Facharzt für Arbeitsmedizin in den Universitätskliniken Zagrebs. 1988 machte er sein fachärztliches Examen in der Arbeitsmedizin in Kroatien, 1996 auch in der Ärztekammer Südbaden. Dazwischen war er für drei Jahre leitender ärztlicher Direktor des primärmedizinischen Bereiches in Petrinja.
1990 habilitierte sich Kralj zur Lehre in den Fächern Arbeitsphysiologie und Arbeitsmedizin. Von 1992 bis 1995 arbeitete er am Institut für Transfusionsmedizin im Universitätsklinikum Freiburg. Bis 1997 leistete er dort Personalambulanz. Seit 1997 ist er im Fachgebiet Arbeitsphysiologie, Arbeitsmedizin und Infektionsschutz des Fachbereichs Sicherheitstechnik der Bergischen Universität Wuppertal tätig. 2005 wurde er dort zum außerplanmäßigen Professor ernannt. 2010 gründete Kralj das an der Universität ansässige Kompetenzzentrum Reisemedizin Bergisches Land.

## Publikationen
- als Hrsg.: F. Hofmann: Technischer Infektionsschutz bei medizinischen Interventionen. ecomed Verlag, Landsberg 2009, ISBN 978-3-609-16426-7.
- mit F. Hofmann: Handbuch der betriebsärztlichen Praxis. ecomed Verlag, Landsberg 2006, ISBN 3-609-10232-2.
- mit F. Hofmann und T. Schwarz: Technischer Infektionsschutz durch doppelt getragene OP-Handschuhe. ecomed Verlag, Landsberg 2004, ISBN 3-609-16243-0.
- Sicherheitstechnische und immunologische Prävention berufsbedingter Hepatitis-B-Virus-Infektionen. Edition FFAS, Freiburg 2001, ISBN 3-9807531-0-7.